# Guitarister kendt for at spille Fender Stratocaster
Dette er en Liste over musikere ‘’kendt’’ for at spille Fender Stratocaster enten ved liveoptrædener eller på studieindspilninger.
Fender Stratoaster blev designet af Leo Fender og Freddie Tavares med bidrag fra musikerne Rex Gallion og Bill Carson i begyndelsen af 1950’erne og siden guitaren blev bragt i handlen i 1954, har guitaren været ofte brugt af musikere indenfor rock, blues og andre genrer. Fender markedsfører tillige en anden guitar, Squier Stratocaster, der er et prisbilligt alternativ til versionen, der sælges under Fender-mærket.
Som følge af den betydelige popularitet som denne guitarmodel nyder, er nedenfor alene angivet musikere, hvis anvendelse af guitaren har været særlig betydningsfuld eller markant, dvs. guitarister, der:
- har en lang karriere og historik under anvendelse af Stratocaster-guitaren
- er - eller har været - indehaver af en bestemt guitar, der var unik eller har historisk betydning
- i betydelig grad har medvirket til at gøre guitaren populær som følge af guitaristens brug af Stratocasteren.

## A–E
- Randy Bachman (født 1943), oprindeligt medlem af såvel The Guess Who som Bachman-Turner Overdrive (BTO). På opfordring af sin kiropraktor skiftede Bachman fra Gibsons Les Paul til den noget lettere Stratocaster. Han modificerede pickupperne på sin første Strat, og satte en Gibson pickup ved halsen, en Telecaster pickup ved sadlen. Han lod den originale pickup i midten sidde.[2] Randy Bachman foretrak Stratocastere og special guitarer i Stratocaster-stilen gennem sine år med BTO.[3][4][5]

- Jeff Beck (1944-2023), der modtog en Grammy Award for sit virke som rockguitarist, er bl.a. kendt for at have spillet i The Yardbirds og sit eget band The Jeff Beck Group. Beck spillede primært Stratocaster. Fender sælger en særlig signatur-Stratocaster under Jeff Beck navnet.[6] Beck er også kendt for sin innovative brug af Stratocasterens vibrato-system.[7] Frem til 1975 spillede Jeff Beck Les Paul. I et interview med Jas Obrecht om bl.a. skiftet til Stratocaster udtalte Beck “Med en Les Paul lyder man som en anden. Med en Strat lyder jeg endelig som mig selv.”[8]

- Franz Beckerlee (født 1942), kendt som leadguitarist i Gasolin', spillede i det meste af tiden med Gasolin’ på en Stratocaster. Beckerlee har udtalt, at han ved sit valg af guitar lod sig inspirere af Jimi Hendrix, da Hendrix “nok havde prøvet det, der var værd at prøve”. Senere skiftede Beckerlee til Gibson Les Paul, da han under Gasolins turné i USA i 1976 anskaffede sig et eksemplar i New York.[9]

- Adrian Belew (født 1949) er en amerikansk guitarist, sanger, sangskriver, multi-instrumentalist og pladeproducer. Han er formentlig bedst kendt for sit medlemskab af den progressive rockgruppe King Crimson. Han har endvidere haft en omfattende produktion som studiemusiker og med optrædener med bl.a. Talking Heads, David Bowie, Frank Zappa, og Nine Inch Nails. Gennem store dele af sin karriere har Belew spillet på et slidt udseende Stratocaster, der har tilnavnet "The Battered Strat" (“Den Hærgede Strat”).[10]

- Ritchie Blackmore (født 1945), et af de oprindelige medlemmer af Deep Purple og Rainbow, i dag medlem af Blackmore's Night.[11] I begyndelsen af Blackmores karriere spillede han Höfner og Gibson guitarer, men skiftede til en Stratocaster i slutningen af 1960’erne efter at have set Jimi Hendrix optræde. Blackmores Stratocastere er modificerede; den mellemste pickup er sænket og benyttes ikke (til tider slået helt fra) og brættet er hulet fra 10. bånd og op. I begyndelsen af 1970’erne var Blackmore berygtet for at smadre sine guitarer på scenen. Mod slutningen af 70’erne havde han fundet en Stratocaster, som han var tilfreds med, og som primært spillede på i en længere årrække, indtil den måtte udskiftes.

- Bill Carson (1926-2007) var en guitarist i genren country and western, der ifølge Fender, er den person, som Stratocasteren blev designet til."[12]

- Eric Clapton (født 1945), der som guitarist har vundet Grammy Awards, begyndte sin karriere med at spille Gibson guitarer, men har siden 1967 primært spillet Stratocaster. Clapton købte sin første Strat i 1967, “Brownie”, da han var medlem af Cream. “Brownie” blev benyttet under indspilningen af "Layla".[13] Clapton spillede fra 1970 også på “Blackie”, en Strat, der var sammensat af tre forskellige guitarer, og som blev benyttet frem til 1985. “Blackie” blev solgt på en auktion for velgørenhed for $959.500 i 2004. I 1988 introducerede Fender guitaren “Eric Clapton Stratocaster”, der var den første model i Fenders signaturserie.

- Ry Cooder (født 1947), en guitarist, sanger og komponist, der bl.a. Er kendt for sin interesse for amerikansk folk music og samarbejde med en lang række musikere og bidrag til soundtracks til film. Cooders slide guitar, der bl.a kan høres på soundtracket til filmen Paris, Texas fra 1984 inspirerede andre guitarister, såsom Bonnie Raitt og Chris Rea og bidrog til at popularisere Stratocasteren som slideguitar.[14] Cooder benytter en Stratocaster fra 60'erne til indspilninger med slideguitar.[15]
- Robert Cray (født 1953), en blues guitarist og sanger. Cray spiller på en '64 Strat og fik sin egen signaturmodel opkaldt efter sig i 1990. Signaturmodellen, der fremstillet af Fender Custom Shop, kombinerer elementer fra Crays '59 Strat og ‘64 Strat’en, har udeladt den sædvanlige tremolo-arm og indbygget specielle pickup’er.[16]

- Dick Dale (født 1937), en af de første ejere af en Stratocaster. Dales første Strat blev overgivet til ham personligt af Leo Fender i 1955. Dick Dale anses som en af pionererne indenfor surf rock. Dale har revolutioneret lyden af den elektriske guitar med eksperimenter ved brug af kraftig reverb og en unik spillestil.[11]

- The Edge (født 1961), lead-guitarist i U2, kendt for sit melodiske spil og brug af delay og ekko, har benyttet en Stratocaster som en af sine primære guitarer gennem hele sin karriere.[17]

## F–J
- John Frusciante (født 1970), ex-guitarist i Red Hot Chili Peppers. Frusciante ejer flere Stratocastere fra før 1970 (herunder en 1962 Strat), som han har brugt på alle Red Hot Chili Peppers' album, hvor han medvirkede.[18] og tidligere i sin karriere på Mother's Milk,[19] og Blood Sugar Sex Magik,[20] Frusciante har benyttet Stratocasterens fleksibilitet til at give den unikke “Chili Pepper-lyd”.

- Rory Gallagher (1948–1995), en irsk blues rock-guitarist, der ofte krediteres som en af de mest indflydelsesrige irske blues og rock musikere gennem tiderne. Gallagher er kendt for sin slidte sunburst Stratocaster fra 1961. Han beskrev sin ramponerede Stratocaster som "en del af min psykiske makeup". "B.B. King har ejet mere end 100 “Lucille’r", men jeg har kun ejet én Strat og den har end ikke et navn". Gallaghers Stratocaster er også blevet reproduceret af Fender Custom shop i fuld overensstemmelse med den oprindeliges specifikationer.[21][22][23] Ved en koncert i 2013 i Royal Albert Hall i London spillede Joe Bonamassa et par af Gallaghers numre på Gallaghers Strat, som broren havde lånt til ham.[24]

- David Gilmour (født 1946), kendt fra Pink Floyd og som solo-artist, er kendt for sin unikke blues-baserede tilgang til komposition og solo'er. Forfatteren Tony Bacon udtalte, at "Gilmours solo på "Comfortably Numb" udgør for mange det definitive Strat-øjeblik."[25] Gilmours foretrukne guitar er en modificeret Fender Stratocaster.[26] Han er ejer af den Stratocaster med serienummeret Strat #0001, der blev fremstillet i 1954, men guitaren er dog ikke den første Strat, da Fender ikke benyttede fortløbende serienumre.[27][28] Gilmour anses at være blandt de guitarister, der har udøvet mest indflydelse med Stratocasteren, siden instrumentet blev sat i produktion.[29] David Gilmours sorte signatur Stratocaster, der har været brugt jævnligt under koncerter i 1970'erne og på de storsælgende album The Dark Side of the Moon, Wish You Were Here, Animals og The Wall, er optaget i guitar-teknikkeren Phil Taylors bog: Pink Floyd, The Black Strat—A History of David Gilmour's Black Stratocaster.[30] "The Black Strat" er ikke benyttet siden 1980'erne, hvor den blev afløst af en høj-rød American Vintage Stratocaster med EMG single-coil pickup’er, der bl.a. blev benyttet under turnéerne til promotion af Delicate Sound of Thunder og Pulse albummerne. “The Black Strat” har været udstillet på Hard Rock Cafe i Miami, Florida. "The Black Strat” blev benyttet igen af Gilmour i 2005, hvor guitaren fik en ny hals i forbindelse med gendannelsen af Pink Floyd ved Live 8 koncerten og senere på "On An Island"-tournéen i 2006 og igen, da han spillede "Comfortably Numb" med Roger Waters på "The Wall"-turnéen den 12. maj 2011 i London. The Black Strat blev solgt på auktion i 2019, hvor den blev solgt for 3.975.000 dollars til en privat samler, hvilket gør The Black Strat til den dyreste guitar nogensinde.[31][32]

- Buddy Guy (født 1936), amerikansk bluesguitarist og sanger, er kendt for at have spillet Stratocaster igennem sin lange karriere. Fender har udsendt flere forskellige varianter (sorte med hvid prikker, rød med hvide prikker, tofarvet sunburst og honning farvet finish) af en Buddy Guy Signature Stratocaster siden begyndelsen af 1990s. Signaturmodellerne har oftest guld Lace Sensor pickup’er og et modificeret elektrisk kredsløb.[33]

- George Harrison (1943–2001), leadguitarist i The Beatles, fik sin første Stratocaster i 1965 og benyttede den til indspilningen af albummet Rubber Soul samme år. Fender's Don Randall havde et møde med Beatles og forsøgte at overtale dem til at benytte flere Fender produkter. Bandet købte flere forskellige instrumenter, herunder Harrisons berømte Telecaster i rosentræ. Harrison malede sin oprindelige Strat i psykedeliske farver og ordet "Bebopalula" over gribebrættet samt guitarens navn "Rocky" på guitarens hoved. Harrison kan ses med “Rocky” i filmen Magical Mystery Tour og under The Concert for Bangladesh.[34][35] [36]

- Eddie Hazel (1950 – 1992), en af de tidlige amerikanske funk-musikere, der spillede lead-guitar i Parliament-Funkadelic, var kendt for sin brug af Fender Stratocaster og sine eksperimenter med guitarens muligheder.[37]

- Jimi Hendrix (1942–1970), kendt for at have udviklet blues i en modernee kontekst, optrådte i det meste af sin korte karriere primært med en Fender Stratocaster.[38] Hendrix’ hvide Strat fra koncerten på Woodstock-festivalen i 1969 blev i 1990 solgt på auktion ved Sotheby's for et dengang rekordstort beløb på $270,000. Selvom Hendrix spillede venstrehåndet, anvendte han ikke en venstrehåndet guitar, men havde i stedet vendt en højrehåndsguitar om og strenget den op med de tykkeste strenge øverst. Han foretrak at have kontrolknapperne og vibrator-armen over strengene. På samme måde som Buddy Holly, betød Hendrix’ brug af Stratocasteren et betydeligt bidrag til Stratocasterens popularitet, særlig i Hendrix foretrukne finish, perlemorshvid. Hendrix brændte en af sine Stratocastere ved en berømt koncert på Monterey Pop Festival i 1967. Han udtalte efterfølgende “Da jeg brændte min guitar, var det som en rigtig ofring. Du ofrer de ting du elsker. Jeg elsker min guitar."[39] I 1997 fremstillede Fender en begrænset serie Stratocastere som “Hendrix tribute model”.[40]

- Buddy Holly (1936–1959) anses som "the first Strat hero." En statue er rejst af Buddy Holly i hjembyen Lubbock i Texas, hvor Buddy Holly spiller Stratocaster, og guitaren er også indgraveret på hans gravsten.[41] Selvom Stratocasteren kom på markedet allerede i 1954, var det først, da Buddy Holly optrådte på The Ed Sullivan Show i 1957 med en Strat, at salget for alvor tog fat.[42] Billedet af Buddy Holly på på The Crickets’ 1957-album The "Chirping" Crickets med en sunburst Stratocaster, inspirerede The Shadows' Hank Marvin til at anskaffe sig en tilsvarende guitar.[29]

## K–P
- Mark Knopfler (født 1949), kendt som guitarist i det britiske rockband Dire Straits har spillet Stratocaster som det primære instrument gennem sin karriere. Fender har udviklet en Mark Knopfler Signature Stratocaster.[43]

- Alex Lifeson (født 1953), guitarist i Rush siden 1968, indspillede med en sort Stratocaster på Rush's album fra 1977 album A Farewell to Kings. I 1979 modificerede han '77 Stratocasteren med humbuckere fra '57, en tremolo fra Floyd Rose (den første der blev produceret), kontrolknap fra Gibson og trak nye ledninger til volume/tone knapperne. Han brugte den samme guitar på albummet fra 1979 Permanent Waves." Ligesom anskaffede sig senere to yderligere Stratocastere (en rød og en hvid) og ombyggede dem på samme måde.[44][45]

- Yngwie J. Malmsteen (født 1963), kendt for sine bidrag i den neo-klassiske metal genre. Malmsteen har haft indflydelse på en lang række musikere og anses for at have haft væsentlig indflydelse på brugen af klassisk barok-musik indenfor metal-genren. Han spiller på Stratocastere med hulede bånd.[46][47]

- Hank Marvin (født 1941), leadguitarist i The Shadows, er kendt for at være den første brite, der ejede en Stratocaster (han fik den foræret af Cliff Richard). Guitarens finish var i farven "Fiesta Red", 'Salmon Pink' ('laksefarvet'). Guitaren med dens tremolo bidrog væsentligt til The Shadows' unikke lyd.[48] Guitarister som David Gilmour og Mark Knopfler nævner begge Marvin og The Shadows, der havde den første engelske Strat, som inspiratorer for deres eget valg af Stratocaster.[29]

- John Mayer (født 1977), amerikansk Grammy-award-vindende singer/songwriter, har spillet Stratocastere gennem hele sin karriere og har fået opkaldt en Fender Artist Series Stratocaster efter sig i både standard version og i en limited edition udgave.[49][50] Mayers brug af Stratocastere indenfor en lang række forskellige musikalske genrer er anset som et vidnesbyrd om Stratocasterens store spændvidde.[14]

- Mike Oldfield (født 1953), en britisk guitarist, der spiller på en lang række forskellige strengeinstrumenter, har som sin favoritguitar en Stratocaster i "Salmon-pink" strat, der blev anskaffet på tidspunktet for Oldfields hit Moonlight Shadow.[51]

## Q–Z
- Bonnie Raitt (født 1949), en amerikansk blues/R&B guitarist, sanger og sangskriver, spiller på en 1969 Stratocaster samt sin egen Signature Strat.[52]

- Robbie Robertson (født 1943), guitarist og den primære sangskriver i The Band. Robertsons foretrukne guitar var en Stratocaster. Han anvendte dog i begyndelsen af sin karriere en Telecaster. For afskedskoncerten med The Band, The Last Waltz, fik Robertson fremstillet en særlig Stratocaster med bronze-finish.[53]

- Pete Townshend (født 1945), guitarist i The Who, spillede på en Stratocaster under koncerten på Monterey Pop Festival i 1967. Siden 1989 har Townshend primært spillet på en modificeret version af en Eric Clapton Signature Stratocaster siden 1989.[54]

- Robin Trower (født 1945), en britisk rock- og bluesrock guitarist kendt for sit arbejde med bandet Procol Harum og sin solokarriere, har sin egen Signature Stratocaster fremstillet af Fender. "Synet af ham på scenen med signatur Stratocaster er lige så karakteristisk for hans fans som hans klassiske sange."[55]

- Ike Turner (1931-2007), en amerikansk guitarist, sangskriver og pladeproducer, kendt for sit arbejde med Ike & Tina Turner og Kings of Rhythm. Turner købte en Stratocaster, da de første kom på markedet i 1954 og var en af de første, der spillede på guitaren. Turner var ikke opmærksom på, at formålet med tremolo-armen var at opnå er subtilt udtryk (som bl.a. anvendt af Hank Marvin og Dick Dale), og han anvendte derfor i stedet tremolo-armen til i stedet at opnå forvrængede, hylende og forvredne soli. Turner forklarede om sin teknik: “Jeg troede, at den var der for at få guitaren til at hyle - publikum kom op at køre, når jeg brugte den". Turner spillede også Telecastere og Jaguar. Fender Custom Shop producerede i 2004 en Ike Turner Signature Stratocaster i 100 eksemplarer.[56]

- Ritchie Valens (1941–1959), en af pionererne indenfor rock and roll, primært kendt i dag for sit hit "La Bamba", som han indspillede på en sunburst Strat.[57]

- Stevie Ray Vaughan (1954–1990), kendt for sin Texas blues stil, anses som en af de guitarister, der har udøvet betydelig indflydelse på andre guitarister. Vaughan var kendt for at spille en hø’jrehåndet Stratocaster monteret med en venstrehånds tremol-arm. Han var også kendt for at have stemt guitaren ned en halv gang og brug af kraftige strenge.[58][59][60]

- Ronnie Wood (født 1947), guitarist i The Rolling Stones siden 1975, har som sine foretrukne guitarer to sunburst Strats fra 1954 og 1955. Han spiller også en ‘52 Telecaster.[61]

- James "J.Y." Young, guitarist i bandet Styx, har næsten udelukkende spillet Stratocaster siden 1967.[62]

## Eksterne links
- Wikimedia Commons har flere filer relateret til Guitarister kendt for at spille Fender Stratocaster